# Ditomoidea carinata
Ditomoidea carinata es una especie de coleóptero de la familia Zopheridae.

## Distribución geográfica
Habita en Madagascar.